# 石漫滩水库
石漫滩水库位于河南省舞钢市，距市区仅2公里；淮河流域上游洪河支流滚河上游。是以防洪为主，兼顾工业供水、灌溉、旅游等综合利用的大型水利工程。以水库为中心已设立石漫滩国家森林公园、国家水利风景区，集合公园内二郎山、灯台架国家4A级旅游景区、九头崖自然风景区、佛爷岭公园、石漫滩湿地公园于一体的生态旅游景区。

## 大坝

### 原大坝

河南“75·8”水库溃坝洪水淹没范围

1950年10月14日，中华人民共和国政务院作出了《关于治理淮河的决定》，决定在淮河流域上游的低洼地区建立临时蓄洪工程，河南省在淮河上游的山区內修建了石漫滩、白沙、板桥、薄山、南湾等5座大型水库。
1951年4月1日原水库大坝始建，7月24日水库竣工运行，是中华人民共和国成立后在淮河流域建成的第一座大型水库，坝型为均质土坝，有“治淮第一坝”之称，库容4700万立方米。1954年7月淮河流域发生特大洪水，石漫滩、板桥、薄山等水库实际最大进洪量，超过了原设计的标准一至三倍。故石漫滩、板桥、薄山、白沙水库均于1956年进行了扩建、加固。
1975年8月8日，在河南75·8水库溃坝中漫坝溃绝，最高坝前水位111.40米，超坝顶1.57米，下游田岗水库随之漫决。旧坝废墟随新大坝设立石漫滩水库大坝旧址。

### 新大坝
1991年江淮洪水后，国务院召开“治淮治太”会议，决定将石漫滩水库工程列入“八五”治淮重点工程项目，由中央和地方联合投资兴建。
1993年9月15日水库复建工程开工，1996年12月主体工程完工，1998年1月9日通过竣工验收并投入运用。工程总投资2.56亿元，其中中央投资1.54亿元，地方投资1.02亿元，控制流域面积230平方公里。按百年一遇洪水设计，千年一遇洪水校核。大坝为全断面碾压混凝土重力坝，枢纽工程属二等，枢纽主要建筑物为Ⅱ级；水库泄水建筑物采用坝顶表孔溢流方式，最大泄量3927立方米/秒，由中央和地方联合投资兴建。
设计水位110.65米，相应库容1.03亿立方米，校核水位112.05米，相应库容1.2亿立方米。大坝为全断面碾压混凝土重力坝，坝顶高程112.50米，坝长645米，最大坝高40.5米，坝顶宽7米。最大泄量3927立方米每秒。是一座以防洪为主、兼顾城市工业供水及旅游的大型水库。库区全赔高程108.53米，移民高程110.00米。
大坝经受住了1998年、2000年、2004年、2007年遭遇较大暴雨的考验。2016年9月水库进行除险加固，2020年9月27日加固工程顺利通过竣工验收，总投资14462万元，施工总工期22个月。

## 文化旅游
石漫滩（龙泉湖）在1987年拟建的“石漫滩森林植物园总体规划方案”的基础上，经国家林业部审定，于1992年2月以林造批字(92)154号文批复同意建立的45处国家级森林公园之一。公园位于伏牛山东麓，黄淮平原西侧。包括石漫滩国有林区和铁山；尚店、武功、尹集、杨庄、王店、庙街等7个乡镇及垭口、寺坡、院岭三个办事处。并与市区毗邻。总面积190平方公里，其中景区面积120平方公里。
规划四条旅游线路和十大景区（龙泉湖、九头崖、天池、旗山、马鞍山、平岭、九州、螃背山、五峰山、九龙山）、76个景点。景区以龙泉湖景区为轴心，以九头崖、天池景区为两翼、沿四条旅游线辐射四周。建成集山青、水秀、洞奇、石美为一体的休闲观光旅游胜地。
石漫滩水利风景区始建于1998年，2001年被水利部批准为第一批国家水利风景区，入口位于舞钢市龙泉路东段。主景区是以石漫滩水库和“治淮第一坝”为主要依托兴建的水文化景区，叙述了石漫滩水库的兴建、溃决、复建的历史，充分展示了石漫滩水库的发展过程。2008年起免费开放。2020年年初，景区建成“75·8”水文化广场、“75·8”遗址公园、水生态文明主题公园、复建纪念碑、日历纪念碑、“75·8”警示碑，即“一场两园三碑”。
水利风景区成立后，水库就开始谋划取缔库区网箱养鱼。通过上级水利部门、当地政府、库区沿岸百姓等多方努力，2009年，石漫滩水库成为河南省各大型水库中第一个取缔网箱养鱼的库区，并入选“河南省十大最美丽的湖”。
大坝旁位于石漫滩大道东段一街坊6号的水库运行中心做精放大景区特有的警示教育文化效益，建成水利展览馆、爱国主义教育基地等场所；在全国范围内征集LOGO，编纂出版《水库志》等，筹建各类文化科普场馆、大坝遗址公园等，成为游客缅怀历史和树立理想的“第二课堂”。

### 石漫滩水库大坝旧址
为纪念石漫滩水库工程造成的重大影响，警示后人，于1995年复建大坝时，专门保留一部分坝址作为纪念，位于大坝下游武功乡罗湾村。2008年，被省政府公布为第五批省级文物保护单位。复建后的石漫滩水库是中国唯一一座水毁大坝和复建大坝并存的水库。